# Cizer
Cizer – wieś w Rumunii, w okręgu Sălaj, w gminie Cizer. W 2011 roku liczyła 1614 mieszkańców.